# Karula
Karula è un comune rurale dell'Estonia meridionale, nella contea di Valgamaa. Il centro amministrativo è la località (in estone küla) di Lüllemäe, situata presso il confine con la Lettonia.

## Località
Oltre al capoluogo, il comune comprende altre 13 località:
Kaagjärve - Käärikmäe - Karula - Kirbu - Koobassaare - Londi - Lusti - Pikkjärve - Pugritsa - Raavitsa - Rebasemõisa - Väheru - Valtina